# Hetitska besedila
Hetitska besedila (Catalogue des Textes Hittites, od leta 1971 CTH) je korpus besedil, pisanih v hetitskem jeziku. V katalogu je samo klasifikacija besedil brez besedil samih. Besedila so oštevilčena. Seznam glavnih virov za preučevanje besedil je v   StBoT in online v Textzeugnisse der Hethiter.[mrtva povezava]

## CTH sistem številčenja
Besedila so razvrščena v naslednje skupine:
- zgodovinska besedila (CTH 1–220)
- administrativna besedila (CTH 221–290)
- pravna besedila (CTH 291–298)
- slovarska besedila (CTH 299–309)
- literarna besedila(CTH 310–320)
- mitološka besedila (CTH 321–370)
- hvalnice in molitve (CTH 371–389)
- obredna besedila (CTH 390–500)
- kultni inventurni seznami (CTH 501–530)
- omeni in preroška besedila (CTH 531–582)
- prisege (CTH 583–590)
- praznična besedila (CTH 591–724)
- besedila v drugih jezikih (CTH 725–830)
- nerazvrščena besedila (CTH 831–833)

## Izbrana besedila

### Staro kraljestvo
- Anitovo besedilo
- Hetitska vojaška prisega
- Hetitski zakonik
- Mit o Ilujanki

### Novo kraljestvo
- Kikulijeva navodila za urjenje konj
- Manapa-Tarhuntovo pismo
- Milavatovo pismo
- Pesem o Kumarbiju
- Zgodba o Appuju
- Tavagalavovo pismo
- Zita (hetitiski princ)

## Sklica
1. ↑  Laroche, Emmanuel (1971). Catalogue des textes hittites. Études et commentaires, 75 (v francoščini). Pariz, 1956. Priloga:  Laroche, Emmanuel (1972). "Catalogue des Textes Hittites, premier supplément". Revue hittite et asianique. XXX: 94–133.
2. ↑  "Textzeugnisse der Hethiter (Hethitologie Portal Mainz)" (in German, French, Italian, and English). Gerfrid G.W. Müller & Gernot Wilhelm. 2002–2013.

## Vir
- Gary M. Beckman, Harry A. Hoffner. Hittite diplomatic texts, volume 7 of Writings from the ancient world.  Scholars Press, 1999, ISBN 978-0-7885-0551-5.